# 涵水镇
涵水镇，是中华人民共和国四川省巴中市平昌县下辖的一个乡镇级行政单位。

## 行政区划
涵水镇下辖以下地区：
涵水社区、庆丰村、幸福村、蝉林村、花桥村、五庙村、枣坪村、海峰村和安坪村。